# Llista de Creus de Sant Jordi/2005

#### Persones
Informació actualitzada per un bot. Els canvis manuals es perdran quan s'actualitzi!
| Persona                          | Wikidata  | Descripció                                                                          | Ocupació                                                                         | Imatge |
| -------------------------------- | --------- | ----------------------------------------------------------------------------------- | -------------------------------------------------------------------------------- | ------ |
| Federico Mayor Zaragoza          | Q457158   | polític i diplomàtic espanyol                                                       | bioquímic polític professor d'universitat diplomàtic farmacèutic escriptor poeta |        |
| Rosa Regàs i Pagès               | Q537999   | escriptora catalana                                                                 | escriptor guionista empresari editor traductor periodista                        |        |
| Esther Tusquets i Guillén        | Q538708   | escriptora i editora catalana                                                       | editor empresari assagista novel·lista                                           |        |
| Ángeles Santos Torroella         | Q2574020  | artista                                                                             | pintor il·lustrador dibuixant                                                    |        |
| Matilde Salvador i Segurra       | Q3132610  | compositora i pintora espanyola                                                     | compositor cantant pintor musicòleg                                              |        |
| Joan Solà i Cortassa             | Q3179620  | lingüista, filòleg i catedràtic català (1940-2010)                                  | lingüista filòleg professor d'universitat escriptor romanista                    |        |
| Neus Català i Pallejà            | Q4855901  | lluitadora antifeixista i supervivent catalana del camp de concentració Ravensbrück | polític infermer                                                                 |        |
| Joaquim Bonal de Falgàs          | Q5931662  |                                                                                     | farmacèutic                                                                      |        |
| Josep Pernau i Riu               | Q6685510  | periodista català                                                                   | periodista                                                                       |        |
| Anna Cabré i Pla                 | Q8200101  | geògrafa i catedràtica catalana                                                     | professor d'universitat geògraf                                                  |        |
| Biel Mesquida Amengual           | Q8247736  | escriptor                                                                           | escriptor                                                                        |        |
| Elisabeth Galí i Camprubí        | Q8774913  | dissenyadora, arquitecta i paisatgista catalana                                     | dissenyador arquitecte paisatgista urbanista professor d'universitat             |        |
| Fàtima Bosch i Tubert            | Q8963160  |                                                                                     | farmacèutic bioquímic biòleg molecular                                           |        |
| Josep Subirats i Piñana          | Q9014821  | polític, periodista i economista català                                             | economista polític professor d'universitat escriptor                             |        |
| Manuel Pertegaz Ibáñez           | Q9028045  | Dissenyador de moda d'origen aragonès                                               | sastre dissenyador de moda empresari dissenyador                                 |        |
| Anna Sanmartí i Sala             | Q11905658 | metgessa catalana                                                                   | metge                                                                            |        |
| Antoni Serra i Ramoneda          | Q11905974 | economista i professor universitari català                                          | economista catedràtic                                                            |        |
| Gaspar Espuña i Berga            | Q11923827 | empresari català                                                                    | empresari professional del turisme turista viatger                               |        |
| Josep Prenafeta i Gavaldà        | Q11928869 | Empresari i compositor espanyol (1936-2011)                                         | empresari compositor                                                             |        |
| Lluís Puig i Ferriol             | Q11933660 | jurista català                                                                      | jurista                                                                          |        |
| Maria Salvo Iborra               | Q11935479 | lluitadora antifeixista                                                             | sindicalista polític activista                                                   |        |
| Maria Rovira i Duran             | Q11935482 |                                                                                     | sindicalista arquitectura d'interiors agricultor                                 |        |
| Mercedes Vilanova Ribas          | Q11936542 | historiadora catalana                                                               | historiador                                                                      |        |
| Montserrat Aguer i Teixidor      | Q11937514 | filòloga, experta catalana en la figura de Salvador Dalí                            | filòleg escriptor activista cultural comissari d'exposicions                     |        |
| Ramon Guardans i Vallès          | Q11944599 | Advocat i polític (1919-2007)                                                       | polític jurista advocat                                                          |        |
| Francesc Ferrer i Gironès        | Q15614015 | historiador, polític i escriptor català                                             | escriptor polític historiador activista cultural                                 |        |
| Margarita Nuez Farnos            | Q17034549 | Dissenyadora de moda catalano-aragonesa                                             | dissenyador de moda                                                              |        |
| Joana Maria Guasp i Mañé         | Q17044817 | mestra mallorquina                                                                  | professor                                                                        |        |
| Lluís Marrasé i Meler            | Q17044862 | periodista català                                                                   | periodista activista cultural                                                    |        |
| Luis Arribas Castro              | Q19300913 | periodista català                                                                   | periodista                                                                       |        |
| Manuel Lladonosa i Vall-llebrera | Q19300973 | historiador català                                                                  | historiador                                                                      |        |

#### Entitats
Informació actualitzada per un bot. Els canvis manuals es perdran quan s'actualitzi!
| Entitat                                                         | Wikidata  | Descripció | Imatge |
| --------------------------------------------------------------- | --------- | --- | ------ |
| Club Natació Sabadell                                           | Q788593   | club esportiu català |        |
| Institut Químic de Sarrià                                       | Q9008733  | centre d'ensenyament universitari fundat a Roquetes, Baix Ebre, el 15 d'agost de 1905 pel jesuïta Eduard Vitòria                        |        |
| Plataforma en Defensa de l'Ebre                                 | Q11699664 | |        |
| Centre Excursionista de Lleida                                  | Q11913449 | |        |
| Col·legi Públic Sant Jaume                                      | Q11914776 | col·legi a Almoines |        |
| Dones Juristes                                                  | Q11917681 | |        |
| Grup Àgata                                                      | Q11924784 | |        |
| PEN Català                                                      | Q11939702 | secció catalana del PEN Club Internacional                                                                                              |        |
| Consell de Col·legis de Procuradors dels Tribunals de Catalunya | Q16189770 | |        |
| Llotja de Cereals de Barcelona                                  | Q17617709 | institució secular que té el seu origen en el segle xiv amb la construcció de la Casa Llotja de Mar per dipòsit i transacció de cereals |        |
| La Salle Cassà                                                  | Q19715308 | |        |
| Associació de Pares de Minusvàlids del Baix Camp                | Q20100300 | |        |
| Jazz Terrassa                                                   | Q20100768 | |        |
| Venerable Congregació de la Mare de Déu dels Dolors de Besalú   | Q20102184 | |        |